# Joey Meneses
Joey Meneses Ramírez (Culiacán, Sinaloa; 6 de mayo de 1992), apodado "CabaJoey", es un beisbolista profesional mexicano que juega para los Nacionales de Washington de las Grandes Ligas de Béisbol (MLB). Anteriormente jugó en la Nippon Professional Baseball (NPB) para los Orix Buffaloes. Fue el MVP de la Liga Internacional 2018.
Juega también para los Tomateros de Culiacán de la LMP en época invernal.
Béisbol invernal 
Tomateros de Culiacán
Palmares:LMP 2014-2015-2017-2018,2019-2020,2020-2021

## Carrera Profesional

### Nacionales de Washington
El 13 de enero de 2022, Meneses firmó un contrato de ligas menores con los Nacionales de Washington. El 2 de agosto de 2022, después de intercambiar al jardinero Juan Soto y al primera base Josh Bell a los Padres de San Diego, los Nacionales llamaron a Meneses de los Rochester Red Wings de Triple-A, e hizo su debut en Grandes Ligas contra los Mets de Nueva York. Meneses conectó un jonrón ante Yoan López para liderar la séptima entrada para su primer hit de Grandes Ligas. Meneses se fue 0 de 4 en el siguiente juego, pero posteriormente se embarcó en una racha de bateo de 11 juegos, y continuó bateando bien durante agosto, colocando una línea de bateo de .354 / .385 / .626 y bateando siete jonrones en sus primeros 25 juegos en las mayores.  El 1 de septiembre, Meneses conectó un jonrón contra los Atléticos de Oakland que dio a los Nacionales su primera victoria del año. El 16 de septiembre, con los Nacionales perdiendo 4-0 ante los Marlins de Miami, Meneses conectó un jonrón dentro del parque y más tarde anotó la carrera ganadora en una victoria de Washington 5-4.
Terminó la temporada bateando .324 con un porcentaje de .367 en base, .563 de slugging, 13 jonrones y 34 carreras impulsadas. Meneses fue nombrado para el Equipo All-Rookie de MLB Pipeline.

## Carrera Internacional
Meneses ha jugado para México en la serie del Caribe de 2015, 2018, 2020, 2021 y 2022.
En febrero de 2019, Meneses fue seleccionado para el equipo nacional de béisbol de México para los juegos de exhibición de 2019 contra Japón.
Meneses fue seleccionado por segunda vez para el equipo nacional en los Juegos Olímpicos de Verano 2020 (disputados en 2021), en Tokio.
En 2023, Meneses juega para México en el Clásico Mundial de Béisbol, conectando dos jonrones en un juego contra los Estados Unidos en el segundo juego del grupo.
En el último juego de la serie entre los Nacionales de Washington y los Diamantes de Arizona, disputado el 7 de mayo de 2023, Joey Meneses se destacó al producir 4 carreras, incluyendo un jonrón en la novena entrada que le dio la ventaja y la victoria a los Nacionales. Este triunfo contribuyó al desempeño exitoso del equipo en la temporada, consolidando a Meneses como uno de los jugadores clave en la búsqueda de la victoria en el torneo.